# 천재 선언
"천재선언"은 1995년에 개봉한 대한민국의 영화이다.

## 캐스팅
- 안성기 : 이상한 빛 역
- 김명곤 : 수상한 소리 역
- 홍진경 : 알 수 없는 눈물 역
- 김보연 : 설희 역
- 이정인 : 신인 역
- 신충식 : 어르신 역
- 이해룡 : 영 역
- 김영인 : 웅 역
- 김성찬 : 호 역
- 이정학 : 색 역
- 김일우 : 기 역
- 박길수 : 육덕 역
- 김필국 : 뚱칠 역
- 문미봉 : 상기 모 역
- 김기천 : 유령 1 역
- 이준연 (특별출연)
- 김이경 (특별출연)
- 배건식 (특별출연)
- 신삼호 (특별출연)
- 고직만 (특별출연)